# John Franklin
John Franklin, född 16 april 1786 i Spilsby, Lincolnshire, död 11 juni 1847 till havs nära King William Island, Kanada, var en brittisk amiral och polarforskare. 
Franklin tog värvning i marinen 1800 och deltog i slaget vid Köpenhamn (1801) och vid Trafalgar (1805). 1801–03 deltog han i kusinen Matthew Flinders expedition till Australiens kuster. Han befordrades till löjtnant 1808 och var även guvernör i Tasmanien 1836–1843. Han försvann spårlöst när han ledde sin fjärde polarexpedition för att hitta Nordvästpassagen.

## Den första polarexpeditionen
Franklin deltog i David Buchans polarexpedition 1818 som chef på briggen Trent. Målet var att segla från England direkt till Nordpolen. Expeditionen avbröts och Buchan återvände hem med informationen att det inte gick att ta sig igenom packisen norr om Spetsbergen.

## Den andra polarexpeditionen
Huvudartikel: Coppermineexpeditionen
1819, samtidigt som William Edward Parry  reste sjövägen till Lancastersundet, genomförde Franklin en upptäcktsresa landvägen från York Factory i Manitoba till Copperminefloden s mynning för att kartlägga kustlinjen öster om denna. Vid hemkomsten 1822, som han skildrade i Narrative of a journey to the shores of the Polar sea in the years 1819-22, befordrades han till kapten.

## Den tredje polarexpeditionen
Den tredje polarexpeditionen genomförde Franklin 1825–1827 då han följde Mackenziefloden till dess mynning och undersökte kusten från floden Coppermine västerut till 149° 37’. Denna forskningsresa ledde till att han adlades och han skildrade den i Narrative of a second expedition to the shores of the Polar sea in the years 1820–27 (1828).

## Guvernör över Tasmanien
Efter den tredje polarexpeditionen tjänstgjorde han som fartygschef i Medelhavet och 1836–1843 var han guvernör över Tasmanien. Han var inte omtyckt av de lokala tjänstemännen inom civilförvaltningen som i synnerhet ogillade hans idéer och hans försök att reformera den tasmaniska straffkolonin. Bravader som när en räddningsexpedition fick sättas in när paret hade gått vilse i vildmarken, distanserade det ytterligare från societeten och kan ha bidragit till att Franklin kallades hem. Han var dock populär bland Tasmaniens folk och en staty över honom byggdes i Hobarts centrum i parken Franklin Square, där den ursprungliga regeringsbyggnaden låg. Hans hustru arbetade med att inrätta ett universitet, museum och botaniska trädgårdar. Byn Franklin vid floden Huon är uppkallad efter honom, liksom floden Franklin på Tasmaniens västkust.

## Den fjärde polarexpeditionen
Huvudartikel: Franklinexpeditionen
Franklin kallades hem från Tasmanien för att försöka hitta Nordvästpassagen. Han, kaptenerna Fitzjames och Crozier och ytterligare 131 man lämnade England i maj 1845 med fartygen Erebus och Terror. De båda fartygen sågs sista gången 26 juli samma år av en valfångare utanför Lancastersundets mynning.
En mängd brittiska och amerikanska fartyg deltog i sökandet efter expeditionen. Franklinexpeditionens första övervintring hade skett på Beechey Island och i april 1854 hittades sannolika bevis för att hela besättningen hade omkommit.
Franklins fru, lady Jane Griffin, använde sitt liv och sina pengar på sökningar efter den försvunna expeditionen. 1857 sände hon ångjakten Fox under ledning av Francis Leopold McClintock för att söka efter Franklin. De återvände med beskedet att han hade omkommit 11 juni 1847.
1859 hittades ett meddelande från Franklins andreman där denne berättade att expeditionen hade övergivit skeppen när dessa frusit fast och krossats i isen. För överlevarna fanns, utan skepp, inget annat alternativ än att försöka vandra tillbaka till räddning. Man tror att expeditionens medlemmar dog av skörbjugg eller blyförgiftning, orsakad av de matkonserver de hade tagit med sig. Konservburkarna var ihoplödda med en för tiden ny typ av blybaserat lödtenn som löstes upp och ut i den konserverade maten.